# Франсуа Крепен
Франсуа Крепен (фр. François Crépin, 30 жовтня 1830 — 30 квітня 1903) — бельгійський ботанік.

## Біографія
Франсуа Крепен народився у місті Рошфор 30 жовтня 1830 року.
У 1860 році він опублікував перше видання свого шедевру La Flore де Belgique. У другому випуску Франсуа Крепен вперше розділив Бельгію на декілька фітогеографічних регіонів. Він був одним із засновників знаменитого Société Royale de Botanique de Belgique (1862).
Франсуа Крепен помер у Брюсселі 30 квітня 1903 року.

## Наукова діяльність
Франсуа Крепен спеціалізувався на скам'янілостях та на насіннєвих рослинах.

## Публікації
- Manuel de la flore de Belgique ou description des familles et des genres accompagnée de tableaux analytiques destinés à faire parvenir aisément aux noms des espèces suivis du catalogue raisonné des plantes qui croissent spontanément en Belgique, et de celles qui y sont généralement cultivées. 1860, Bruxelles, Librairie Agricole d'Emile Tarlier[5].
- Primitiae monographiae Rosarum. 1869–1882, Gand[5].

## Почесті
Рід рослин Crepinella родини Аралієві був названий на його честь.